# Václav Hladík

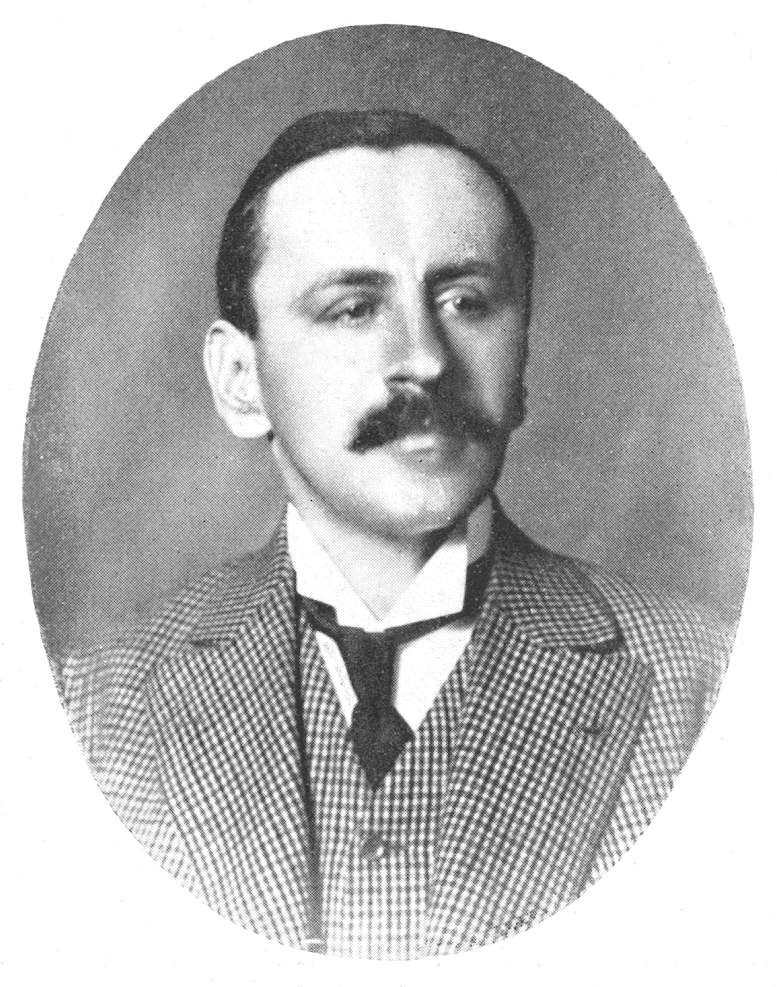
Václav Hladík

Václav Hladík (* 22. August 1868 in Prag; † 29. April 1913 ebenda) war ein tschechischer Schriftsteller, Journalist und Übersetzer.

## Leben
Hladík studierte am Realgymnasium und der Tschechischen Handelsakademie in Prag, trat 1887 bei der Živnostenská banka als Angestellter ein. 1891 wechselte er als Redakteur zur Zeitung Národní politika. 1899 bis 1906 leitete er die Zeitschrift Lumír, reiste des Öfteren nach Paris, England, Italien, Holland, Belgien und Deutschland. 1908 erhielt er vom Präsidenten eine goldene Medaille für Verdienste um tschechisch-französische Begegnungen.

## Werke
Neben naturalistischen Geschichten und Romanen der besseren Prager Gesellschaft übersetzte er vor allem Werke französischer Schriftsteller Alphonse Daudet und Guy de Maupassant. Er sehnte sich danach, das moderne tschechische Volk kennenzulernen, seine Prager Gesellschaft zu verstehen. Geprägt wurde er dabei durch französische und naturalistische Schule.

### Publikationen
- Z lepší společnosti, Beschreibung des Prager Lebens (1892)
- Z pražského ovzduší (1894)
- Třetí láska, Roman (1895)
- Ze samot a společnosti, drei moderne Historien, Reiseskizzen (1899)
- Samoty
- Trest, Roman (1901)
- Vášeň a síla, Roman (1902)
- Závrať, Drama (1902), das im gleichen jahr im Nationaltheater Prag uraufgeführt wurde.
- Evžen Voldán, zweiteiliger Roman (1905)
- Valentinovy ženy (1906)
- Vlnobití, Kurzgeschichten (1908)
- O současné Francii, listy z Paříže a vzpomínky (1894–1907) (1909)